# Elena Ghiaurov
Elena Ghiaurov (Milano, 1º aprile 1965) è un'attrice italiana.

## Biografia
Figlia del celebre cantante lirico bulgaro Nicolaj Ghiaurov, nasce in Italia a Milano.
Dopo il diploma alla Civica Scuola di Teatro Paolo Grassi di Milano, lavora subito in ruoli di spicco con i più importanti registi teatrali italiani. Sono da ricordare soprattutto le sue interpretazioni di Cressida in Troilo e Cressida di Shakespeare diretta da Giancarlo Cobelli, della Contessa di Saint-Fond in Madame de Sade di Yukio Mishima diretta da Massimo Castri, di Atena in Itaca di Botho Strauß, di Porzia ne Il mercante di Venezia, di Titania  in Sogno di una notte di mezza estate e Arkadina in Un altro gabbiano da Čechov  diretti da Luca Ronconi. Inoltre sempre per la regia di Luca Ronconi interpreta il monologo I beati anni del castigo di Fleur Jaeggy.
Vince nel 2009 il premio Ubu come miglior attrice non protagonista e nel 2010 il premio Eleonora Duse come miglior attrice dell'anno.
In teatro ha lavorato anche in spettacoli con la regia di Piero Maccarinelli, Glauco Mauri, Gabriele Lavia, Antonio Calenda, Nanni Garella, Giulio Bosetti, Roberto Andò.
Al cinema, nel 1998, accanto a Luca Zingaretti, Turi Ferro, Antonio Albanese, Sabrina Ferilli, è tra i protagonisti del film Tu ridi dei fratelli Taviani. Protagonista in Poesia che mi guardi, film del 2009 di Marina Spada sulla poetessa milanese Antonia Pozzi. Nel 2021 interpreta Lyda Borelli in Qui rido io di Mario Martone.

## Premi e riconoscimenti
- Premio Ubu
  - 2007/2008: Migliore attrice non protagonista per Itaca e L'antro delle ninfe di Botho Strauß